# Ульбрихт, Беата
Беата Ульбрихт (нем. Beate Ulbricht, имя при рождении Мария Пестунова; 6 мая 1944, Лейпциг — 5 декабря 1991, Берлин) — приёмная дочь председателя Государственного совета ГДР Вальтера Ульбрихта и его второй супруги Лотты Ульбрихт.

## Биография
Беата Ульбрихт родилась в Лейпциге у угнанной на принудительные работы украинки и при рождении получила имя Мария Пестунова. Вскоре после рождения девочки её мать погибла при бомбардировке, и Мария попала в детский дом. В январе 1946 года её удочерили Вальтер Ульбрихт и его спутница жизни Лотта Кюн, которая не могла иметь детей по состоянию здоровья.
Беата училась в берлинской школе, в 1954 году перешла в школу с углублённым изучением русского языка в Панкове, где подвергалась издевательствам со стороны соучеников. В 15 лет её приёмные, уже поженившиеся, родители отправили Беату в Ленинград, где она получила аттестат зрелости и впоследствии изучала в пединституте им. Герцена историю и русский язык. В середине 1962 года у Беаты начался роман с Иванко Маттеоли, сыном деятеля итальянской компартии. Несмотря на сопротивление Ульбрихтов, молодые поженились в октябре 1963 года в Берлине, и Беата забросила учёбу. В феврале 1965 года у Беаты родилась дочь, и вместе с мужем она планировала переехать в Ленинград, чтобы избежать давления родителей, недовольных её браком. Вскоре после отъезда супруга для подготовки переезда у Беаты изъяли заграничный паспорт и тем самым лишили возможности выехать за границу к мужу. Спустя два года Беата согласилась на развод, и ей вернули паспорт. Беата улетела в Ленинград, где не смогла найти мужа, но повстречалась со старым школьным товарищем Юрием Полковниковым, за которого вышла замуж в 1968 году. В 1969 году Беата родила сына и на некоторое время вернулась к учёбе.
После смерти Вальтера Ульбрихта в 1973 году Беата развелась с мужем, взяла фамилию первого мужа Маттеоли и вернулась в ГДР, где лишённая отцом наследства оказалась в сложном материальном положении, с двумя детьми и без образования. В конце 1970-х годов Беату лишили родительских прав. Опекуном детей была назначена Лотта Ульбрихт. Осенью 1991 года Беата Ульбрихт дала своё единственное интервью бульварной газете Super! 
В декабре 1991 года тело убитой Беаты Ульбрихт было обнаружено в её берлинской квартире. Убийство не раскрыто до настоящего времени.